# Kirchstetten (zámek)
Zámek Kirchstetten je zámek ve stejnojmenné osadě „Kirchstetten“ městyse Neudorf bei Staatz v okrese Mistelbach v rakouské spolkové zemi Dolní Rakousy.

## Historie
Mohutná hlavní budova pochází ze 16. století a měla původně čtyři křídla obklopená vodním příkopem a opevněná hradbami. V roce 1723 nabyl zámek osobní lékař císaře Karla VI. (1685–1740), „Matthias von Suttner“. Nechal zámek barokně přestavět podle plánů, které vypracoval Josef Emanuel Fischer z Erlachu (1693–1742). Stavba byla v půdorysném tvaru "U", otevřená na východní stranu do rozsáhlého parku.
Vrcholem zámku je slavnostní "Maulbertschův sál", nazvaný podle tvůrce nástropních fresek Franz Anton Maulbertsche (1724–1796), dílo z let 1750–1752 je vrcholným dílem jeho mládí a triumfem ve tvůrčí tvorbě. V průčelí sálu jsou velkoformátové portréty rodiny Suttnerů od rokokového malíře Franze Antona Palko (1717–1766).
Počátkem 20. století navštívila zámek Kirchstetten příbuzná baronka Bertha von Suttner (1843–1914). Po roce 1945 rodina Suttnerů opustila zámek a budovy zůstaly neobydleny a nijak využity. K průlomu došlo v roce 1975, kdy byl zámek vykraden, zejména sbírka zbraní, část vnitřního zařízení, jakož i oltářní obraz v zámecké kaple od kremžského malíře Schmidta.
Mezi zámkem a zámeckým parkem zahájila investiční společnost stavbu termálních lázní a lázeňského hotelu. Společnost se dostala do bankrotu a zůstala zde jen hrubá stavba.

### Zámek dnes
V roce 1998 se tu konala „dolnorakouská zemská výstava“ s námětem "život žen v Rakousku" a zámek byl z části opraven.
Od roku 1999 se každoročně v létě pořádá na zámku "Kultura zámku Kirchstetten".
Zámek je možno po oznámení a během klasických festivalů prohlédnout.